# Lista das maiores estruturas cósmicas

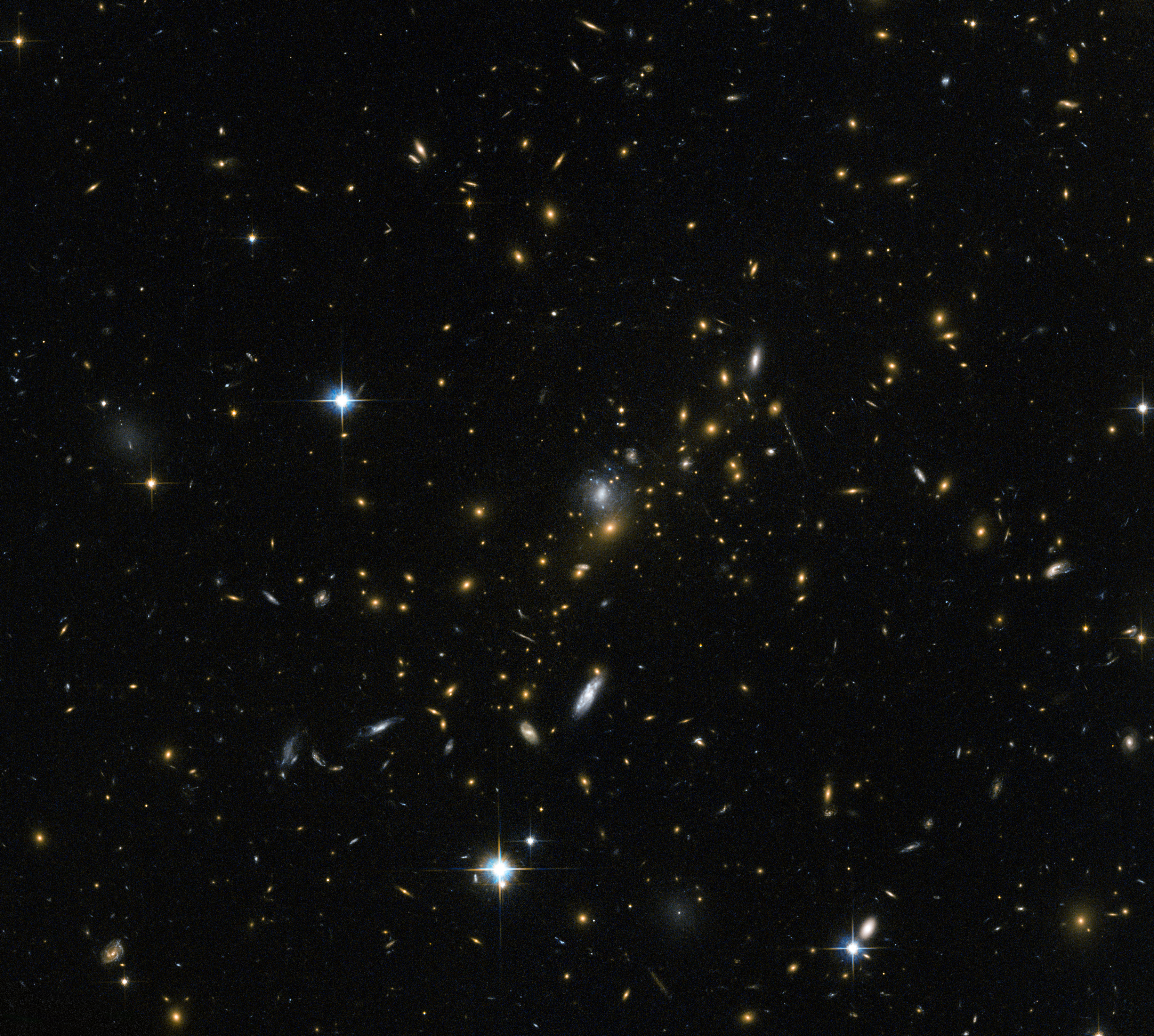
Imagem de aglomerado de galáxias MACS J0454.1-0300.

Esta é uma lista das maiores estruturas cósmicas descobertas até agora. A unidade de medida utilizada para determinar seu tamanho é o ano-luz (distância percorrida pela luz durante um ano juliano, aproximadamente 9,468 bilhões de quilômetros).
Inclui superaglomerados, filamentos galácticos e grandes grupos de quasares (LQGs). Ordenados do maior para o menor, de acordo com a maior distância de cada estrutura.
Esta lista refere-se apenas ao conjunto delimitado da matéria, e não ao conjunto em geral (como a radiação de fundo em micro-ondas, que cobre todo o universo). Todas as estruturas são definidas quanto à identificação de seus limites primários.
Algumas especulações sobre a listagem:
- A área vazia, ou parte do céu abrangida pela Via Láctea, bloqueia a luz de diversas estruturas, fazendo com que seus limites não sejam identificados corretamente.
- Algumas estruturas estão longe o suficiente para serem vistas mesmo com os telescópios mais poderosos. Alguns fatores são incluídos para explicar e esclarecer a estrutura (como lentes gravitacionais e dados do desvio para o vermelho).
- Algumas estruturas não possuem limites adequadamente definidos ou os pontos finais não são detectados. Acredita-se que todas as estruturas que formam fazem parte da teia cósmica, sendo uma ideia conclusiva. A maioria das estruturas está sobreposta a galáxias próximas, criando um problema sobre como definir adequadamente o limite da estrutura.

## Maiores estruturas em grande escala
| Nome da estrutura                                            | Tamanho máximo (em ano-luz) | Ano do descobrimento | Notas |
| ------------------------------------------------------------ | --------------------------- | -------------------- | --- |
| Grande Muralha Hércules-Corona Borealis                      | 10 000 000 000              | 2014                 | Descoberta através do mapeamento de explosões de raios gama, sendo a primeira estrutura a ultrapassar 10 bilhões de anos-luz. |
| Anel Gigante GRB                                             | 5 600 000 000               | 2015                 | Descoberta através do mapeamento de explosões de raios gama. A formação regular mais conhecida no Universo observável. |
| Huge-LQG                                                     | 4 000 000 000               | 2012-2013            | Desencaixe de 73 quasares. O maior grande grupo de quasares conhecido e a primeira estrutura encontrada a exceder 3 bilhões de anos-luz. |
| "Arco Gigante"                                               | 3 300 000 000               | 2021                 | Situado em 9.200 milhões de anos-luz de distância. |
| U1.11 LQG                                                    | 2 500 000 000               | 2011                 | Conjunto de 38 quasares. LQG.Adjacente ao LQG Clowes-Campusano. |
| Clowes–Campusano LQG                                         | 2 000 000 000               | 1991                 | Agrupamento de 34 quasares. Descoberto por Roger Clowes e Luis Campusano. |
| Grande Muralha Sloan                                         | 1 370 000 000               | 2003                 | Descoberta com a 2dF Galaxy Redshift Survey e o projeto Sloan Digital Sky Survey. |
| Muro do Pólo Sul                                             | 1 370 000 000               | 2020                 | Maior feição contígua no Volume Local e comparável à Grande Muralha Sloan (ver acima) a metade da distância. Ele está localizado no Pólo Sul Celestial. |
| Superaglomerado King Ghidorah                                | 1 300 000 000               | 2022                 | Consiste em pelo menos 15 grupos, além de outras vertentes interconectadas. É o superaglomerado de galáxias mais massivo descoberto até agora. |
| (Limite teórico)                                             | 1 200 000 000               |                      | Estruturas maiores que esse tamanho, segundo estimativas, são incompatíveis com o princípio cosmológico. No entanto, ainda não está claro se a existência destas estruturas constitui em si uma refutação do princípio cosmológico.                                                     |
| Grande Muralha BOSS (BGW)                                    | 1 000 000 000               | 2016                 | Estrutura constituída pela união de 4 superaglomerados de galáxias. Seus superaglomerados são muito mais ricos, eles têm galáxias de massa estelar mais densas e de maior massa estelar do que as do Grande Muralha Sloan.                                                              |
| Filamento Perseu–Pégasus                                     | 1 000 000 000               | 1985                 | Este filamento galáctico contém o superaglomerado Perseu-Peixes. |
| Complexo de superaglomerados Peixes-Baleia                   | 1 000 000 000               | 1987                 | Contém a Via Láctea, sendo o primeiro filamento galáctico descoberto, o primeiro "Large Quasar Group" (Grande Grupo de Quasares) foi encontrado no início de 1982. Um novo relatório de 2014 confirma que a Via Láctea faz parte do Superaglomerado Laniakea.                           |
| Superaglomerado de Caelum                                    | 910 000 000                 |                      | É um conjunto de mais de 550 mil galáxias, sendo o maior superaglomerado que contém mais galáxias. |
| Superaglomerado de Ofiúco                                    | 858 000 000                 | 2020                 | Superaglomerado de galáxias localizado na constelação de mesmo nome. Descoberto por Ken-ichi Wakamatsu da Universidade de Gifu e Matthew Malkan nas placas fotográficas de Palomar Schmidt IV-N.                                                                                        |
| Superaglomerado de Draco                                     | 808 000 000                 |                      | Superaglomerado de galáxias localizado na constelação de mesmo nome, muito distante e além do Complexo de superaglomerado Peixes-Baleia, a mais de 2 bilhões de anos-luz de distância. As dimensões do superaglomerado atingem 410 milhões de anos-luz e uma massa estimada de 1017 M☉. |
| Grande Muralha CfA2                                          | 750 000 000                 | 1989                 | Também conhecido como Muralha Coma. É a segunda maior superestrutura conhecida no universo. Inclui o Superaglomerado de Hércules e o Superaglomerado de Coma. |
| Superaglomerado de Sarasvati                                 | 652 000 000                 | 2017                 | Uma das maiores estruturas galácticas, inclui cerca de 43 aglomerados massivos de galáxias, incluindo Abell 2361 e ZWCl 2341.1+0000. |
| Superaglomerado de Boötis                                    | 620 000 000                 |                      | Superaglomerado de galáxias localizado na constelação de Boötes, na fronteira com o Superaglomerado de Corona Boreal, com o qual provavelmente está conectado por um filamento de galáxias, e com o Vazio de Boötes.                                                                    |
| Superaglomerado de Horólogo                                  | 550 000 000                 | 2005                 | Também conhecido como Superaglomerado de Horólogo-Retículo. Superaglomerado enorme, com aproximadamente 500 milhões de anos-luz de diâmetro. |
| Laniakea                                                     | 520 000 000                 | 2014                 | Superaglomerado de galáxias no qual o planeta Terra está localizado. |
| Komberg–Kravtsov–Lukash LQG 11                               | 500 000 000                 |                      | Descoberta por Boris V. Komberg, Andrey V. Kravstov e Vladimir N. Lukash |
| Hyperion                                                     | 489 000 000                 | 2018                 | O maior e mais antigo proto-superaglomerado de galáxias. |
| Komberg–Kravtsov–Lukash LQG 12                               | 480 000 000                 |                      | Descoberta por Boris V. Komberg, Andrey V. Kravstov e Vladimir N. Lukash. |
| Newman LQG (U1.54)                                           | 450 000 000                 |                      | Descoberta por P.R. Newman e colaboradores. Estrutura similar ao Clowes–Campusano LQG. |
| Komberg–Kravtsov–Lukash LQG 5                                | 430 000 000                 |                      | Descoberta por Boris V. Komberg, Andrey V. Kravstov e Vladimir N. Lukash |
| Tesch–Engels LQG                                             | 420 000 000                 |                      | O primeiro grande grupo de quasares descoberto por raios X. |
| Grande Atrator                                               | 400 000 000                 |                      | Anomalia gravitacional, localizada no superaglomerado Laniakea, que arrasta galáxias em um raio de mais de 300 milhões de anos-luz de distância. |
| Superaglomerado de Shapley                                   | 400 000 000                 | 1930 (1989)          | Identificada pela primeira vez por Harlow Shapley como uma nuvem de galáxias em 1930, não foi classificada como uma estrutura até 1989. |
| Komberg–Kravstov–Lukash LQG 3                                | 390 000 000                 |                      | Descoberta por Boris V. Komberg, Andrey V. Kravstov e Vladimir N. Lukash |
| Superaglomerado de Vela                                      | 385 000 000                 | 2016                 | Descoberta pela astrônoma holandesa Kraan-Korteweg e sua equipe, através de uma análise dos desvios para o vermelho de 4.500 galáxias a partir dos dados combinados da pesquisa 2dF Galaxy Redshift Survey.                                                                             |
| U1.90                                                        | 380 000 000                 |                      | |
| Maior Filamento de Lince-Ursa (Filamento LUM)                | 370 000 000                 |                      | |
| Muralha do Escultor                                          | 370 000 000                 |                      | Também conhecida como Southern Great Wall. Superestrutura de galáxias relativamente em cerca da Via Láctea. |
| Complexo de superaglomerados Peixes-Baleia                   | 350 000 000                 |                      | Complexo formado por superaglomerados de galáxias ou filamentos galácticos, que inclui o Superaglomerado de Virgem (no qual está localizado o Grupo Local, que inclui a Via Láctea). |
| Komberg–Kravtsov–Lukash LQG 2                                | 350 000 000                 |                      | Descoberta por Boris V. Komberg, Andrey V. Kravstov e Vladimir N. Lukash |
| Filamento z=2.38 ao redor do proto-aglomerado ClG J2143-4423 | 330 000 000                 |                      | |
| Webster LQG                                                  | 320 000 000                 |                      | Primeiro LQG descoberto |
| Komberg–Kravtsov–Lukash LQG 8                                | 310 000 000                 |                      | Descoberta por Boris V. Komberg, Andrey V. Kravstov e Vladimir N. Lukash |
| Komberg–Kravtsov–Lukash LQG 1                                | 280 000 000                 |                      | Descoberta por Boris V. Komberg, Andrey V. Kravstov e Vladimir N. Lukash |
| Komberg–Kravtsov–Lukash LQG 6                                | 260 000 000                 |                      | Descoberta por Boris V. Komberg, Andrey V. Kravstov e Vladimir N. Lukash |
| Komberg–Kravtsov–Lukash LQG 7                                | 250 000 000                 |                      | Descoberta por Boris V. Komberg, Andrey V. Kravstov e Vladimir N. Lukash |
| King LQG                                                     | 235 000 000                 |                      | Descoberta por George King |
| SCL @ 1338+27                                                | 228 314 341                 |                      | Um dos superaglomerados mais distantes conhecidos. |
| SSA22                                                        | 200 000 000                 |                      | Coleção gigante da Bolha de Lyman-alfa. |
| Komberg–Kravtsov–Lukash LQG 9                                | 200 000 000                 |                      | Descoberta por Boris V. Komberg, Andrey V. Kravstov y Vladimir N. Lukash |
| MOF 3501                                                     | 200 000 000                 |                      | |
| Newfound Blob                                                | 200 000 000                 |                      | Gigantesca coleção de manchas da Bolha de Lyman-alfa |
| Superaglomerado de Ursa Maior                                | 200 000 000                 |                      | |
| Superaglomerado de Virgem                                    | 110 000 000                 |                      | Uma parte do superaglomerado Laniakea (ver acima). Ele também contém a Via Láctea, que contém o Sistema Solar onde a Terra orbita o Sol. |

## Maiores vazios
vazios são espaços imensos entre filamentos de galáxias e outras estruturas em grande escala. Tecnicamente não são estruturas, são vastos espaços que contêm muito poucas ou nenhuma galáxia. Teoriza-se que eles sejam causados por flutuações quânticas durante a formação inicial do universo.
Abaixo está uma lista das maiores lacunas descobertas até agora. Classificado de acordo com sua dimensão, do maior para o menor.
| Nome do vazio/designação      | Tamanho máximo (em ano-luz)     | Notas |
| ----------------------------- | ------------------------------- | --- |
| Vazio KBC                     | 2 000 000 000                   | Vazio contendo a galáxia Via Láctea e o Grupo Local. |
| Vazio Gigante                 | 1 300 000 000                   | Também conhecido como Supervazio de Canes Venatici |
| Vazio Tully-11                | 880 000 000                     | Catalogado por R. Brent Tully |
| Vazio Tully-10                | 792 000 000                     | Catalogado por R. Brent Tully |
| Tully-9                       | 746 000 000                     | Catalogado por R. Brent Tully |
| Vazio B&B Abell-20            | 684 000 000                     | |
| Vazio B&B Abell-9             | 652 000 000                     | |
| Vazio Tully-7                 | 567 240 000                     | Catalogado por R. Brent Tully |
| Vazio Tully-4                 | 564 000 000                     | Catalogado por R. Brent Tully |
| Vazio Tully-6                 | 557 460 000                     | Catalogado por R. Brent Tully |
| Vazio Tully-8                 | 554 200 000                     | Catalogado por R. Brent Tully |
| Vazio B&B Abell-21            | 521 600 000                     | |
| Vazio B&B Abell-28            | 521 600 000                     | |
| Supervazio de Eridanus        | 489 000 000 (most likely value) | Uma análise recente da Wilkinson Microwave Anisotropy Probe (WMAP) em 2007 encontrou uma irregularidade na flutuação de temperatura da Cosmic Microwave Anisotropy Probe dentro do ambiente da constelação Eridanus com uma análise resultando em 70 µK mais frio do que a temperatura média do CMB. Especula-se que o vácuo possa ser a causa da mancha fria. Poderia ser tão grande quanto um bilhão de anos-luz, quase o tamanho do Vazio Gigante. |
| Vazio B&B Abell-4             | 489 000 000                     | |
| Vazio B&B Abell-15            | 489 000 000                     | |
| Vazio Tully-3                 | 489 000 000                     | Catalogado por R. Brent Tully |
| Vazio 1994EEDTAWSS-10         | 469 440 000                     | |
| Vazio Tully-1                 | 456 400 000                     | Catalogado por R. Brent Tully |
| Vazio B&B Abell-8             | 456 000 000                     | |
| Vazio B&B Abell-22            | 456 000 000                     | |
| Vazio Tully-2                 | 443 360 000                     | Catalogado por R. Brent Tully |
| Vazio B&B Abell-24            | 423 800 000                     | |
| Vazio B&B Abell-27            | 423 800 000                     | |
| Vazio B&B Abell-7             | 391 200 000                     | |
| Vazio B&B Abell-12            | 391 200 000                     | |
| Vazio B&B Abell-29            | 391 200 000                     | |
| Vazio 1994EEDTAWSS-21         | 378 160 000                     | |
| Supervazio Local Meridional   | 365 120 000                     | Região do espaço tremendamente grande e quase vazio. |
| Vazio B&B Abell-10            | 358 600 000                     | |
| Vazio B&B Abell-11            | 358 600 000                     | |
| Vazio B&B Abell-13            | 358 600 000                     | |
| Vazio B&B Abell-17            | 358 600 000                     | |
| Vazio B&B Abell-19            | 358 600 000                     | |
| Vazio B&B Abell-23            | 358 600 000                     | |
| Vazio 1994EEDTAWSS-19         | 342 100 000                     | |
| Supervazio Local Setentrional | 339 202 240                     | |
| Vazio de Boötes               | 330 000 000                     | Região gigantesca e quase esférica do espaço, contendo muito poucas galáxias, localizada perto da constelação de Boötes. |
| Vazio 1994EEDTAWSS-12         | 328 000 000                     | |